# Rychnov na Moravě
Rychnov na Moravě là một làng thuộc huyện Svitavy, vùng Pardubický, Cộng hòa Séc.